# Эвтектика

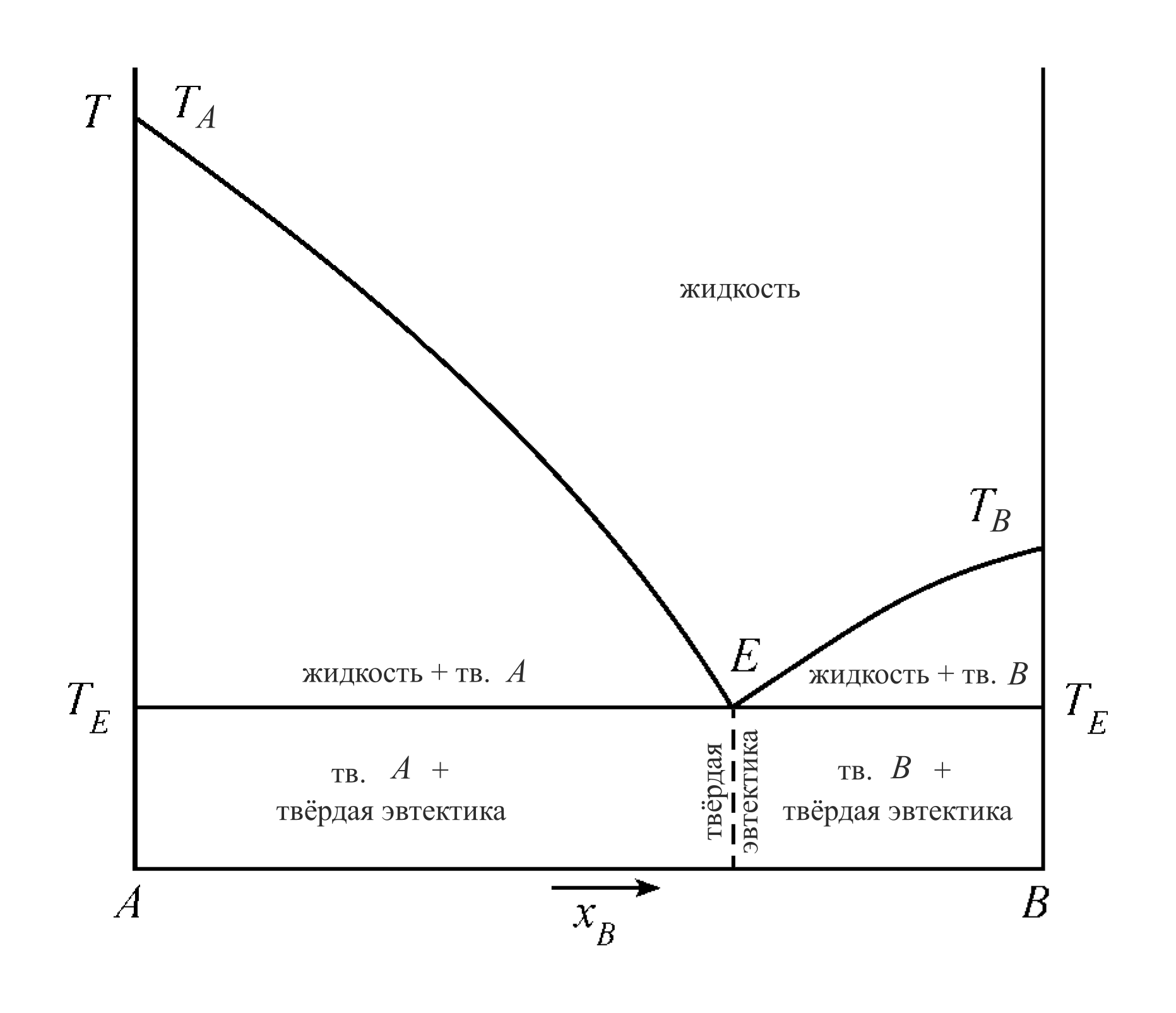
Фазовая диаграмма бинарной смеси с простой эвтектикой
Т — температура; Т_{А} — температура плавления компонента А; Т_{B} — температура плавления компонента В; Т_{E} — эвтектическая температура; Т_{А}—Е и Е—Т_{B} — линии ликвидуса; Т_{E}—Е—Т_{E} — линия солидуса; Е — эвтектическая точка; х_{B} — содержание компонента В в смеси. Принято, что в твёрдом виде компоненты смеси не растворимы один в другом.

Фазовая диаграмма бинарной смеси с ограниченной растворимостью компонентов в твёрдых фазах, имеющей ламинарный тип твёрдой эвтектической фазы.

Пространственная диаграмма состояния трехкомпонентной системы с одной тройной эвтектикой. Диаграмма имеет форму призмы, в которой треугольник Гиббса — Розебома, параллельный основанию, является изотермическим сечением.
Диаграмма отображает простейший случай, когда три компонента в случае бинарных смесей образуют только простые эвтектики. Для наглядного изображения свойств такой системы строят прямую призму, в основании которой лежит треугольник Гиббса — Розебома; точки треугольника в основании дают состав смесей, а на рёбрах призмы откладывают температуры. Точки отвечают температурам плавления чистых компонентов. Кривые — кривые плавкости бинарных смесей и лежат на грани призмы. — эвтектика бинарной системы. Такими же эвтектиками являются в бинарной системе и в бинарной системе, лежащие на соответствующих гранях призмы. — тройная эвтектика, в которой в равновесии сосуществуют три твёрдые фазы и расплав, и в которой тройная смесь плавится/застывает как одно целое; и — эвтектические кривые.

Эвте́ктика (греч. εύτηκτος — легкоплавкий) — термин, используемый либо: 
1. для обозначения жидкой гомогенной системы (раствора, расплава) с эвтектическим составом, то есть с составом данной смеси в эвтектической точке (жидкая эвтектика)[2];
2. для обозначения твёрдой гетерогенной системы (например, гетерогенного сплава) — продукта затвердевания жидкой эвтектики (твёрдая эвтектика), и дающей после плавления жидкую эвтектику[3];
3. как сокращённое название эвтектической точки[3][2].

## Общие сведения
Эвтектическая точка — нонвариантная (при постоянном давлении) точка в системе из n компонентов, в которой находятся в термодинамическом равновесии n твёрдых фаз и жидкая фаза. Жидкая эвтектика представляет собой раствор или расплав, кристаллизующийся при температуре более низкой, чем температура кристаллизации каждого из веществ, входящих в состав смеси. Соответственно, температура плавления твёрдой эвтектики — самая низкая для данной смеси компонентов. Это явление как раз и отражает этимология термина.
Термин эвтектика предложил в 1884 году британский физик и химик Фредерик Гатри.
В двухкомпонентной (или бинарной) системе эвтектическое равновесие можно выразить:
{\displaystyle \alpha +\,\!\beta \Leftrightarrow L,}
где {\displaystyle L} — жидкая фаза (расплав, или раствор, например, «водный раствор»);
{\displaystyle \alpha } — твёрдый раствор компонента {\displaystyle B} в кристаллической решётке, образованной компонентом {\displaystyle A};
{\displaystyle \beta } — твёрдый раствор компонента {\displaystyle A} в кристаллической решётке, образованной компонентом {\displaystyle B}.
Добавляя или отводя тепло, можно изменить пропорцию между суммарным объёмом кристаллических фаз и расплавом в эвтектической точке при около эвтектической температуре.
Температура системы при этих процессах будет отличаться от равновесной (в подавляющем большинстве практических случаев очень незначительно — на десятые или сотые доли градуса Цельсия), так как для фазовых превращений (кристаллизации или плавления) необходим термодинамический стимул — переохлаждение или перегрев.
Процесс кристаллизации:
{\displaystyle L\rightarrow \,\!\alpha +\,\!\beta .}
После кристаллизации эвтектика становится смесью кристаллитов фаз (очень часто сильно разветвлённых, взаимно проросших в процессе эвтектической кристаллизации). Одновременное образование нескольких кристаллических фаз в ходе эвтектической кристаллизации обусловливает возможность их кооперативного роста, при выполнении дополнительных условий, — прежде всего, частичной кристаллографической согласованности решёток эвтектических фаз. В результате образуются эвтектические бикристаллы (в случае двухкомпонентных, а также квазибинарных систем) — разветвлённые взаимно вложенные дендриты эвтектических фаз, лишь выглядящие в сечении как мелкодисперсная смесь.
Эвтектика является пересечением поверхностей равновесия расплава с соответствующими (эвтектическими) фазами. Если отводится соответствующее количество тепла, то расплав эвтектического состава при кристаллизации в условиях, близких к равновесным, даст все кристаллические фазы, участвующие в равновесии. Если же подводится тепло в достаточном количестве, то смесь фаз, отвечающая эвтектическому составу, в условиях, близких к равновесным, будет плавиться с одновременным уменьшением доли каждой из кристаллических фаз вплоть до их полного исчезновения.